# Пищиков, Александр Кузьмич
Александр Кузьмич Пищиков (25 декабря 1905, Сумы — 22 сентября 1986, Киев) — советский украинский кинооператор.

## Биография
Родился в 1905 году в городе Сумы, Харьковская губерния, Российская империя.
С 1931 года, по окончании операторского факультета Киевского киноинститута, работал на Киевской киностудии.
Один из основателей украинской операторской школы, продолжатель традиции Д. П. Демуцкого.
Первым осуществил воздушные съёмки в кино — в фильмах «Новеллы о героях-лётчиках» (1938) и «Эскадрилья № 5» (1939).
Участник Великой Отечественной войны, фронтовой кинооператор.
В 1970-годы снимал фильмы для детей и юношества.
Награждён Орденом Трудового Красного Знамени (1978), медалью «За трудовую доблесть» (1960), медалями.
Умер в 1986 году в Киеве.

## Фильмография
- 1932 — Эшелон №...
- 1937 — Новеллы о героях-лётчиках
- 1939 — Эскадрилья № 5
- 1948 — Третий удар (натурные съёмки)
- 1952 — Неразлучные друзья
- 1953 — Тарапунька и Штепсель под облаками (короткометражный)
- 1954 — Тревожная молодость
- 1956 — Главный проспект
- 1957 — Гори, моя звезда
- 1957 — Далёкое и близкое
- 1958 — Голубая стрела
- 1960 — Обыкновенная история
- 1962 — Королева бензоколонки
- 1963 — Строгая игра
- 1963 — Фитиль, № 9, Времена года
- 1964 — Фитиль, № 24, Чрезвычайное происшествие
- 1965 — Месяц май
- 1965 — Ярость
- 1966 — К свету! (киноальманах), новелла «Каменщик»
- 1967 — В западне
- 1968 — Беглец из «Янтарного»
- 1971 — Ни дня без приключений
- 1971 — Нина
- 1972 — Случайный адрес
- 1974 — Земные и небесные приключения
- 1976 — Остров юности
- 1977 — Право на любовь
- 1978 — За всё в ответе
- 1980 — Странный отпуск
- 1982 — Тайны святого Юра